# Ладза
Ладза (пол. Ładza, нім. Salzbrunn) — село в Польщі, у гміні Покуй Намисловського повіту Опольського воєводства.
Населення — 417 осіб (2011).

## Демографія
Демографічна структура станом на 31 березня 2011 року:
|          | Загалом | Допрацездатний вік | Працездатний вік | Постпрацездатний вік |
| -------- | ------- | ------------------ | ---------------- | -------------------- |
| Чоловіки | 205     | 36                 | 141              | 28                   |
| Жінки    | 212     | 30                 | 135              | 47                   |
| Разом    | 417     | 66                 | 276              | 75                   |